# Timo Maas
Timo Maas er en electronica-producer fra Tyskland.

## Diskografi
- Loud (2002)
- Pictures (2005)